# L-689,560
L-689,560 je antagonist NMDA receptora.